# Naomi Jochnowitz
Naomi G. Jochnowitz () é uma matemática estadunidense, que trabalha com teoria algébrica dos números. É professora associada de matemática na Universidade de Rochester.
Jochnowitz obteve um Ph.D. em 1976 da Universidade Harvard. Sua tese, Congruences Between Modular Forms and Implications for the Hecke Algebra, foi orientada por Barry Mazur. Em Rochester é conhecida por seu entusiástico encorajamento e apoio para que os novos alunos participem do programa de matemática, o que contribuiu para um número triplicado de cursos de matemática de 1999 a 2002.
Em 2016 recebeu o Prêmio M. Gweneth Humphreys da Association for Women in Mathematics por sua orientação de estudantes de matemática e particularmente de mulheres em matemática. Também foi listada como finalista do "W" Award da Rochester Women's Network por sua orientação de mulheres em matemática. Em 2018 tornou-se uma das fellow inaugurais da Association for Women in Mathematics.